# Франсіско Еррера Старший

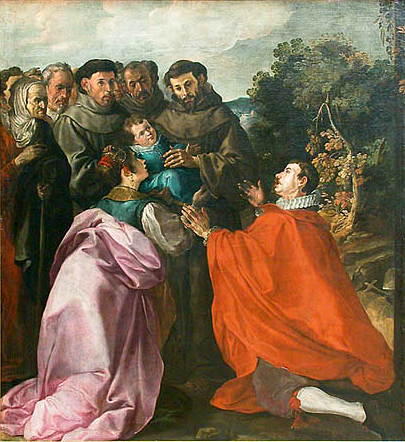
Святий Франциск зцілює святого Буенавенуто (1628).

Франсіско Еррера Старший, ісп. Francisco Herrera, el Viejo (1590, Севілья — 1656, Мадрид) — іспанський гравер та художник Золотої доби. Батько художника Франсіска Еррери Молодшого.

## Твори
До 1610 працював над фігурою святого Ігнасія де Лойоли для обкладинки книги, в 1617 намалював «П'ятидесятницю», яка зберігається в музеї Ель Греко в Толедо, в цьому ж році намалював святого Лоренса у церкві Мерсед (собор Уельви).
У 1624 створює картину «святий Ерменехільдо», що прикрашає вхід однойменної церкви в Севільї. В 1626 почав працювати над серією картин разом з Сурбараном для Церкви колегії Святого Буенавентури в Севільї, намалювавши «Святий Буенавентура приймається в орден францисканів», яка зберігається в музеї Прадо, «Свята Каталіна та сімейство святого Буенавентури» — в університеті Бобо Джонса в Ґренвіллі (США), «Святий Буенавентура немовля», що знаходиться в Сан-Франциско та «Причастя святого Буенавентури» обидві 1628 року, знаходиться в колекції Карвало де Вілляндрі в музеї Лувр.
Серед інших картин: «Святий Дієго» (приватна колекція, Мадрид 1627), картина, що зображує Святу Трійцю з портретом короля Філіпа IV та його дружини, та графа-герцога де Олівареса та його дружину, в 1628 велика картина з зображенням Страшного суду, зберігається в парафії в Сан Бернардо в Севільї; в 1635 — «Той, що п'є», Художній музей Ворсестера; в 1626 — «Іов», Музей мистецтв в Руані; роком пізніше — «Ісусове сімейство» (Музей мистецтв Більбао).
В 1639 намалював «Святий Василій дає свій заповіт» (Лувр), а також малюнки апостолів (Галерея Уффіці, Флоренція; музей Прадо і Королівська Академія красних мистецтв Сан Фернандо, Мадрид). В 1643 створив «Святий Хосе та Немовля» (Музей мистецтв в Будапешті); 1647 — «Чудо з хлібом та рибами» (Архієпископський палац, Мадрид);1648 — «Святий Хосе та Немовля», (Музей Ласаро Гальдйано); 1650 — «Сліпий грає на цимбалах» (Музей історії мистецтв, Відень). Під час королівської експедиції в 1837 військовий, карлист Фелікс Ліхновський вказував, що в Вільяр-де-лос-Наварросі бачив картину «Коронація Діви (Coronación de la Virgen)» авторства Еррери Старшого.

## Стиль
Вважається, що як і Роелас, стиль Еррера був перехідним між маньєризмом та бароко. Роелас був старший за Еррера і тому він безумовно вплинув на його стиль. Обидва підготували підґрунтя для тенебризму, коли картини Хосе Рібери почали заполоняти Севілью. Еррера мав енергійний та динамічний стиль, дуже вдалий для зображення панорам Севільї. Він працював в Севільї до 1638 року, коли переїхав у Мадрид, де познайомився з Дієґо Веласкесом. Історик Антоніо Паломіно вказує, що Веласкес, який також походив з Севільї, короткий час міг бути учнем Еррери.